# Junostaca
Junostaca, nekadašnje indijansko selo (rančerija) koje je možda pripadalo Papago Indijancima. Posjetili su ga 1699. godine jezuitski misionar Eusebio Francisco Kino i Juan Mateo Mange. Nalazilo se na jugu Arizone u blizini španjolske katoličke misije San Xavier del Bac.
Ime sela navodi Juan Mateo Mange a citira ga Hubert Howe Bancroft u History of Arizona and New Mexico (str. 358, 1889.)